# Предешть (Долж)
Предешть, Предешті (рум. Predești) — село у повіті Долж в Румунії. Входить до складу комуни Предешть.
Село розташоване на відстані 198 км на захід від Бухареста, 17 км на захід від Крайови.

## Населення
За даними перепису населення 2002 року у селі проживали 1978 осіб. Усі жителі села рідною мовою назвали румунську.
Національний склад населення села:
| Національність | Кількість осіб | Відсоток |
| -------------- | -------------- | -------- |
| румуни         | 1936           | 97,9%    |
| цигани         | 42             | 2,1%     |